# The Millstone
The Millstone is een boek van de Engelse schrijfster Margaret Drabble gepubliceerd in 1965. Het was de derde roman van de schrijfster en het succes ervan leverde haar in 1966 de John Llewellyn Rhys Memorial Prize op.
Het gaat over een ongetrouwde jonge vrouw die na een onenightstand zwanger raakt en, tegen alle verwachting en adviezen in, ervoor kiest om het kind te baren en ook zelf op te voeden. De titel (De molensteen) verwijst naar de moeilijkheden die zij ondervindt als haar kind eenmaal geboren is.